# Haces (herramienta matemática)
En matemáticas, un haz (plural: haces) es una herramienta para rastrear sistemáticamente datos (como conjuntos, grupos abelianos, anillos) adjuntos a los conjuntos abiertos de un espacio topológico y definidos localmente con respecto a ellos. Por ejemplo, para cada conjunto abierto, los datos podrían ser el anillo de funciones continuas definidas en ese conjunto abierto. Tales datos se comportan bien en el sentido de que pueden restringirse a conjuntos abiertos más pequeños, y también los datos asignados a un conjunto abierto son equivalentes a todas las colecciones de datos compatibles asignados a colecciones de conjuntos abiertos más pequeños que cubren el conjunto abierto original (intuitivamente, cada dato es la suma de sus datos constituyentes).
El campo de las matemáticas que estudia los haces se denomina teoría de haces.
Los haces se entienden conceptualmente como objetos generales y abstractos. Su definición correcta es más bien técnica. Se definen específicamente como haces de conjuntos o como haces de anillos, por ejemplo, dependiendo del tipo de datos asignados a los conjuntos abiertos.
También hay mapas (o morfismos) de un haz a otro; los haces (de un tipo específico, como los haces de grupos abelianos) con sus morfismos en un espacio topológico fijo forman una categoría. Por otra parte, a cada mapa continuo se asocia tanto un funtor de imagen directa, que lleva los haces y sus morfismos sobre el dominio a haces y morfismos sobre el codominio, como un funtor de imagen inversa que opera en sentido contrario. Estos funtores, y ciertas variantes de ellos, son partes esenciales de la teoría de haces.
Debido a su naturaleza general y versatilidad, los haces tienen varias aplicaciones en topología y especialmente en geometría algebraica y geometría diferencial. En primer lugar, estructuras geométricas como la de un colector diferenciable o un esquema pueden expresarse en términos de un haza de anillos sobre el espacio. En tales contextos, varias construcciones geométricas como haces vectoriales o divisores se especifican naturalmente en términos de haces. En segundo lugar, los haces proporcionan el marco para una teoría cohomológica muy general, que abarca también las teorías cohomológicas topológicas "usuales" como la cohomología singular. Especialmente en geometría algebraica y en la teoría de múltiples complejos, la cohomología de haces proporciona un poderoso vínculo entre las propiedades topológicas y geométricas de los espacios. Las láminas también constituyen la base de la teoría de los D-módulos, que tienen aplicaciones en la teoría de las ecuaciones diferenciales. Además, las generalizaciones de las láminas a entornos más generales que los espacios topológicos, como la topología de Grothendieck, han proporcionado aplicaciones a la lógica matemática y a la teoría de números.

## Definiciones y ejemplos
En muchas ramas matemáticas, varias estructuras definidas sobre un espacio topológico {\displaystyle X} (por ejemplo, un colector diferenciable) pueden ser naturalmente localizadas o restringidas a  subconjuntos abiertos {\displaystyle U\subset X}: ejemplos típicos incluyen funciones continuas de números reales o de números complejos,  diferenciable (real o compleja){\displaystyle n}-veces, funciones reales acotadas, campos vectoriales y secciones de cualquier haz vectorial en el espacio. La capacidad de restringir los datos a subconjuntos abiertos más pequeños da lugar al concepto de pretramas. Hablando en términos generales, los entrelazados son entonces esos presheaves, donde los datos locales se pueden pegar a los datos globales.

### Prehaces
Sea {\displaystyle X} un espacio topológico. Un prehaz de conjuntos {\displaystyle F} en {\displaystyle X} consiste de los siguientes datos:
- Para cada conjunto abierto {\displaystyle U} de {\displaystyle X}, un conjunto {\displaystyle F(U)}. Este conjunto se denota como {\displaystyle \Gamma (U,F)}. Los elementos de este conjunto se denominan las secciones de {\displaystyle F} sobre {\displaystyle U}. Las secciones de {\displaystyle F} sobre {\displaystyle X} se denominan las secciones globales de {\displaystyle F}.
- Para cada inclusión de conjuntos abiertos {\displaystyle V\subseteq U}, una función {\displaystyle \operatorname {res} _{V,U}\colon F(U)\rightarrow F(V)}. En vista de los numerosos ejemplos provistos más abajo, los morfismos {\displaystyle {\text{res}}_{V,U}} son denominados morfismos de restricción. Si {\displaystyle s\in F(U)}, entonces su restricción {\displaystyle {\text{res}}_{V,U}(s)} a menudo es expresada como  {\displaystyle s|_{V}} por analogía con la restricción de funciones.

Los morfismos de restricción deben satisfacer dos propiedades (funcionales) adicionales:
- Para cada conjunto abierto {\displaystyle U} de {\displaystyle X}, el morfismo restricción {\displaystyle \operatorname {res} _{U,U}\colon F(U)\rightarrow F(U)} es el morfismo identidad en {\displaystyle F(U)}.
- Si se tienen tres conjuntos abiertos {\displaystyle W\subseteq V\subseteq U}, entonces el compuesto {\displaystyle {\text{res}}_{W,V}\circ {\text{res}}_{V,U}={\text{res}}_{W,U}}

De manera informal, el segundo axiona indica que no importa si se restringe a W en un paso o se restringe primero a V, y luego a  W. Una reformulación funcional concisa de esta definición se provee más adelante.
Numerosos ejemplos de prehaces provienen de diferentes clases de funciones: para todo {\displaystyle U}, se le puede asignar el conjunto {\displaystyle C^{0}(U)} de funciones reales continuas en {\displaystyle U}. Los mapas de restricción resultan directamente de restringir una función continua en {\displaystyle U} a un subconjunto abierto más reducido {\displaystyle V}, el cual es nuevamente una función continua. Los dos axiomas de prehaces se verifican inmediatamente, obteniéndose de esta manera un ejemplo de un prehaz. Ello se puede extender a un haz de funciones holomórficas {\displaystyle {\mathcal {H}}(-)} y a un haz de funciones suaves {\displaystyle C^{\infty }(-)}.
Otra clase común de ejemplos resulta al asignar a {\displaystyle U} el conjunto de funciones reales constantes en {\displaystyle U}. Este prehaz es denominado prehaz constante asociado con {\displaystyle \mathbb {R} } y se expresa como {\displaystyle {\underline {\mathbb {R} }}^{psh}}.

### Haces
Dado un prehaz, una pregunta natural que se puede hacer es en que medida la extensión de sus secciones sobre un conjunto abierto {\displaystyle U} quedan especificadas por sus restricciones a subconjuntos abiertos de {\displaystyle U}. Un haz es un prehaz cuyas secciones son en un sentido técnico, únicamente determinadas por sus restricciones.
En forma axiomática, un haz es un prehaz que satisface los dos axiomas siguientes:
1. (Localidad) Se supone que {\displaystyle U} es un conjunto abierto, {\displaystyle \{U_{i}\}_{i\in I}} es una cubierta abieta de {\displaystyle U} con {\displaystyle U_{i}\subseteq U} para todo {\displaystyle i\in I}, y {\displaystyle s,t\in F(U)} son secciones. Si {\displaystyle s|_{U_{i}}=t|_{U_{i}}} para todo {\displaystyle i\in I}, entonces {\displaystyle s=t}.
2. (Pegado) Si se supone que {\displaystyle U} es un conjunto abierto, {\displaystyle \{U_{i}\}_{i\in I}} es una cubierta abierta de {\displaystyle U} con {\displaystyle U_{i}\subseteq U} para todo {\displaystyle i\in I}, y {\displaystyle \{s_{i}\in F(U_{i})\}_{i\in I}} es una familia de secciones. Si todos los pares de secciones coinciden en la superposición de sus dominios, o sea, si {\displaystyle s_{i}|_{U_{i}\cap U_{j}}=s_{j}|_{U_{i}\cap U_{j}}} para todo {\displaystyle i,j\in I}, entonces existe una sección {\displaystyle s\in F(U)} tal que {\displaystyle s|_{U_{i}}=s_{i}} para todo {\displaystyle i\in I}.[3]

En estos dos axiomas, la hipótesis de la cubierta abierta es equivalente a suponer que  {\textstyle \bigcup _{i\in I}U_{i}=U}.
La sección {\displaystyle s} cuya existencia queda garantizada por el segundo axioma es denominada el pegado, concatenación, o colación de las secciones si. Debido al axioma 1 es única. Las secciones {\displaystyle s_{i}} y {\displaystyle s_{j}} que satisfacen la precondición de acuerdo del segundo axioma a menudo son denominadas compatibles; por lo tanto los axiomas 1 y 2 juntos establecen que toda dolección de secciones compatibles por pares pueden ser pegadas de forma única. Un prehaz separado, o monoprehaz, es un prehaz que satisface el axioma 1.
El prehaz consistente en las funciones continuas mencionado previamente es un haz. Ello se concluye de verificar que, dadas las funciones continuas {\displaystyle f_{i}:U_{i}\to \mathbb {R} } que concuerdan con las intersecciones {\displaystyle U_{i}\cap U_{j}}, existe una única función continua {\displaystyle f:U\to \mathbb {R} } cuya restricción es igual a {\displaystyle f_{i}}. By contrast, el prehaz constante por lo general no es un haz ya que no satisface el axioma de localidad en el conjunto vacío.
Los prehaces y haces por lo general son indicados utilizando letras mayúsculas, el uso de la letra {\displaystyle F}es muy común, presumiblemente por la palabra francesa para haz, faisceau. También es usual el uso de letras caligráficas tales como {\displaystyle {\mathcal {F}}}.
Es posible demostrar que para especificar un haz, es suficiente con especificar su restricción en conjuntos abiertos de una base para el espacio topológico subyacente. Es más aún, se puede demostrar que es suficiente con verificar los axiomas de haces indicados previamente relativos a los conjuntos abiertos de una cobertura. Este hecho es utilizado para construir otro ejemplo que es crucial en geometría algebraica, que son los haces cuasi coherentes. Aquí el espacio topológico en cuestión es el espectro de un anillo conmutativo {\displaystyle R}, cuyos puntos son los primos ideales {\displaystyle p} en {\displaystyle R}. Los conjuntos abiertos {\displaystyle D_{f}:=\{p\subset R,f\notin p\}} forman una base para la topología Zariski en este espacio. Dado un {\displaystyle R}-módulo {\displaystyle M}, existe un haz, expresado como {\displaystyle {\tilde {M}}} en el Spec {\displaystyle R}, que satisface
{\displaystyle {\tilde {M}}(D_{f}):=M[1/f],} la localización de {\displaystyle M} en {\displaystyle f}.
Existe otra caracterización de haces que es equivalente a la discutida previamente.
Un prehaz {\displaystyle {\mathcal {F}}} es un haz si y solo si para todo {\displaystyle U} abierto y toda cubierta abierta {\displaystyle (U_{a})} de {\displaystyle U}, {\displaystyle {\mathcal {F}}(U)} es el producto fibra {\displaystyle {\mathcal {F}}(U)\cong {\mathcal {F}}(U_{a})\times _{{\mathcal {F}}(U_{a}\cap U_{b})}{\mathcal {F}}(U_{b})}. Esta caracterización es útil para construir haces, por ejemplo, si {\displaystyle {\mathcal {F}},{\mathcal {G}}} son haces abelianos, entonces el kernel del morfismo de haces {\displaystyle {\mathcal {F}}\to {\mathcal {G}}} es un haz, dado que límites proyectivos conmutan con límites proyectivos. Por otra parte, el cokernel no siempre es un haz porque el límite inductivo no necesariamente conmuta con los límites proyectivos. Una forma de arreglar esto es considerar espacios topológicos Noeterianos; todos los conjuntos abiertos son compactos por lo que el cokernel es un haz, dado que los límites proyectivos finitos sonmutan con los límites inductivos.

### Otros ejemplos

#### Haz de secciones de un mapa continuo
Todo mapa continuo {\displaystyle f:Y\to X} de espacios topológicos determina un haz {\displaystyle \Gamma (Y/X)} en {\displaystyle X} estableciendo
{\displaystyle \Gamma (Y/X)(U)=\{s:U\to Y,f\circ s=\operatorname {id} _{U}\}.}
Tal  {\displaystyle s} es comúnmente denominada una sección de {\displaystyle f}, y este ejemplo es la razón por la cual los elementos en {\displaystyle F(U)} son generalmente denominados secciones. Esta construcción es especialmente importante cuando {\displaystyle f} es la proyección de un haz fribrado en su espacio base. Por ejemplo, Los haces de funciones suaves son los haces de secciones del trivial bundle. Otro ejemplo: el haz de secciones de 
{\displaystyle \mathbb {C} {\stackrel {\exp }{\to }}\mathbb {C} \setminus \{0\}}
es el haz que asigna a todo {\displaystyle U} el conjunto de ramas del logaritmo complejo en {\displaystyle U}.
Dado un punto {\displaystyle x} y un grupo abeliano {\displaystyle S}, el haz rascacielos {\displaystyle S_{x}} es definido de la siguiente manera: si {\displaystyle U} es un conjunto abierto que contiene {\displaystyle x}, entonces {\displaystyle S_{x}(U)=S}. Si {\displaystyle U} no contiene  {\displaystyle x}, entonces {\displaystyle S_{x}(U)=0}, el grupo trivial. Los mapas de restricción son o bien la identidad en {\displaystyle S}, si ambos conjuntos abiertos contienen {\displaystyle x}, o de lo contrario el mapa nulo.

#### Haces en variedades
En una variedad-{\displaystyle C^{k}} {\displaystyle n}-dimensional {\displaystyle M}, existe un número de haces importante, como ser el haz de las funciones continuamente diferenciables {\displaystyle j}-veces {\displaystyle {\mathcal {O}}_{M}^{j}} (with {\displaystyle j\leq k}). Sus secciones en algún  {\displaystyle U} abierto son las funciones {\displaystyle C^{j}} {\displaystyle U\to \mathbb {R} }. Para {\displaystyle j=k}, este haz es denominado el haz estructura y se lo expresa como {\displaystyle {\mathcal {O}}_{M}}. Las funciones {\displaystyle C^{k}} no nulas también constituyen un haz, expresado como {\displaystyle {\mathcal {O}}_{X}^{\times }}. Formas diferenciables (de grado {\displaystyle p}) también forman un haz {\displaystyle \Omega _{M}^{p}}. En todos estos ejemplos, los morfismos de restricción se obtienen mediante funciones o formas restrictivas.
La asignación que envía {\displaystyle U} con las funciones soportadas en forma compacta en {\displaystyle U} no es un haz, dado que no existe, en general, forma de preservar esta propiedad al pasar a un subconjunto abierto más pequeño. En cambio, ello forma un cohaz, un concepto dual en donde los mapas de restricción van en dirección opesta que en el caso de los haces. Sin embargo, el dual de estos espacios de vectores producen un haz, el haz de las distribuciones.